# BMC 350 EA
1968 startete der BMC 350EA als Nachfolger des Morris LD Van/Austin 1000/1500kg Van. Nach der Fusion von British Motor Corporation (BMC) und Leyland Motors zur British Leyland Motor Corporation (BLMC) wurde das Modell nicht mehr als Morris/Austin vermarktet und die Produktion des Leyland 2-Tonner sowie Leyland 15/20 eingestellt.
Der 350 EA war daher das erste Modell des Konzerns, das von Beginn an als BMC angeboten wurde, während zum Beispiel der BMC 250 JU oder der BMC J4 nur umbenannte Modelle waren.
Wie das Vorgängermodell war er ein Kleintransporter in Frontlenker-Bauweise mit zwischen Fahrer- und Beifahrersitz eingebautem Motor, dessen Kraft mit Kardanwelle auf die Hinterachse übertragen wurde. Vom Vorgänger unterschieden ihn im Karosseriebereich einige Details:
- Der Kastenwagen für Haus-zu-Haus Zustellung hatte nun ab Werk zwei vordere Schiebetüren.
- Kleinbus und Rettungswagen hatten wie bereits der Pritschenwagen vorn zwei Klapptüren.
- Eine Sattelzugmaschine wurde nicht mehr produziert, da hierfür nun der BMC FG alleine im Segment vorgesehen war.
- Ein Fahrgestell mit Motor (Windlauf) für Aufbauten war ebenfalls wieder verfügbar.
- Der Rettungswagen hatte nun eine spezielle eigene Karosserie auf der Plattform des 350 EA,
- Es gab aber auch einen Krankentransportwagen auf Basis des 350-EA-Kastenwagen.
- Die Nutzlast betrug nun einheitlich 1500 kg.

Bei gleichem Radstand gab es beim Kastenwagen zwei unterschiedliche Längen mit einer Laderaum-Kapazität von 7,7 m³ und 9,1 m³.
Ein 2,5-Liter-Ottomotor mit seitlicher Nockenwelle und 51 kW (69 PS) oder ein 2,5-Liter-Dieselmotor mit 42 kW (58 PS) trieb das Fahrzeug an, jeweils mit 5-Gang Schaltgetriebe.

## Leyland EA 1970–1984
1970 ließ BLMC den Markennamen BMC fallen und der 350 EA wurde nun als Leyland EA vermarktet.
Gleichzeitig wurde das Modellangebot überarbeitet. Eine neue Langversion wurde eingeführt, wodurch nun eine Laderaumkapazität von 9,1 m³ mit kurzem Radstand und 11 m³ bei langem Radstand beim Kastenwagen verfügbar wurde. Die Nutzlast wurde auf 1 ½ bis 2 Tonnen erhöht, wodurch das Gesamtgewicht über 3500 kg stieg und die Bezeichnung 350 im Namen entfiel.
Nunmehr wurde auch wieder ein Fahrgestell mit Fahrerhaus für Aufbauten angeboten.
In der Werbung sprach Leyland von einer „Kiste auf Rädern“ oder als „schlicht, praktisch und voll gepackt mit Power“.
Wie bei BLMC charakteristisch zur damaligen Zeit, schwankten die Verarbeitungsqualität und Zuverlässigkeit. Dadurch erreichte der EA nie die Flottenverkäufe wie der Morris LD Van, war aber dennoch ein vertrauter Anblick auf den Straßen des Vereinigten Königreichs von Großbritannien und Irland in den 1970er Jahren. Außer in den Commonwealth-Ländern erreichte er auch einige Verkaufserfolge in Kontinentaleuropa.
Ab 1982 bis 1984 ersetzten ihn nach und nach die größeren Versionen des Freight Rover 200-300/Sherpa.